# Afodins
Els afodins (Aphodiinae) són una subfamília de coleòpters de família dels escarabèids que s'alimente majoritàriament d'excrements (coprofàgia).

## Subfamílies
La seva situació taxonòmica ha variat al llarg dels anys, i va ser considerada com a família independent durant dècades. La darrera revisió de les famílies de coleòpters la situa com a subfamília dins la família dels escarabèids, amb les següents tribus:
- Tribu Aphodiini Leach, 1815
  - Subtribu Aphodiina Leach, 1815
  - Subtribu Didactyliina Pittino, 1985
  - Subtribu Proctophanina Stebnicka and Howden, 1995
- Tribu Corythoderini Schmidt, 1910
- Tribu Eupariini Schmidt, 1910 (nomen protectum)
- Tribu Odontolochini Stebnicka and Howden, 1996
- Tribu Odochilini Rakovič, 1987
- Tribu Psammodiini Mulsant, 1842
  - Subtribu Phycocina Landin, 1960
  - Subtribu Psammodiina Mulsant, 1842
  - Subtribu Rhyssemina Pittino and Mariani, 1986
- Tribu Rhyparini Schmidt, 1910
- Tribu Stereomerini Howden and Storey, 1992
- Tribu Termitoderini Tangelder and Krikken, 1982